# Tungsram
Tungsram е производствена компания, разположена в Унгария и известна със своите електрически крушки и електроника. Основана в Уйпещ (днес част от Будапеща, Унгария) през 1896 г., тя първоначално произвежда телефони, телеграфни апарати и телефонни комутатори. Името на компанията, регистрирано през 1909 г., е образувано от съчетанието на двете наименования на волфрама – английското tungsten и немското Wolfram, метала, използван при изработване на лампите с нажежаема нишка.
Преди да бъде национализирана от комунистическото правителство през 1945 г., компанията е третият по големина производител на електрически крушки и радиолампи в света след американските компании General Electric и RCA.

## История
На 13 декември 1904 г. унгарецът Шандор Юст и хърватинът Франьо Ханаман получават унгарски патент № 34541 за първата в света крушка с волфрамова жичка, която издържа по-дълго и произвежда по-ярка светлина от въглеродната жичка. Съизобретателите дават лиценз за патента на компанията, която получава името Tungsram по името на едноименните волфрамови крушки с нажежаема жичка, които в някои европейски страни все още се наричат крушки „тунгсрам“. През 1934 г. Tungsram включва патент на Имре Броди за крушки, пълни с газ криптон, който осигурява по-дълъг живот на крушката. По време на Първата световна война започва масово производство на радиолампи, което се превръща в най-печелившото подразделение на компанията.
През март 1937 г. в лабораторията на Tungsram започват първите експериментални телевизионни излъчвания на неподвижни изображения (търговската марка на Tungsram и Мики Маус), първоначално с ниска честота на предаване. С помощта на разработената от компанията видеокамера със зарядно устройство през юни 1937 г. в експериментална телевизионна станция в Уйпещ е изпробвано успешно предаване на непрекъснати движещи се изображения.
Британската компания Tungsram Radio Works е дъщерно дружество на унгарската Tungsram в предвоенните години.
През 1990 г. General Electric придобива мажоритарен дял в Tungsram и в продължение на шест години инвестира 600 млн. щ.д. в предприятието, като цялостно преструктурира всеки аспект от дейността му. Към 2025 г. това е най-голямата производствена инвестиция на американска фирма в Централна и Източна Европа. Впоследствие Tungsram работи като дъщерно дружество на General Electric, а името просто е запазено като бранд.
От февруари 2018 г. главният изпълнителен директор на GE Унгария Йорг Бауер се съгласява да купи бизнеса на GE с осветителни тела в Европа, Близкия изток, Африка и Турция, както и глобалния ѝ бизнес с осветителни тела за автомобили. Бизнесът продължава да функционира отново под името Tungsram Group.
От февруари 2020 г. бизнес партньорите на компанията могат да използват наскоро открития салон Tungsram на летището „Ференц Лист“ с конферентни зали.
През април 2022 г. Tungsram съкращава 1600 служители, а през май подава молба за защита от фалит. През ноември, в края на шестмесечния период на защита, ръководството обявява, че не е успяло да постигне споразумение с кредиторите си, поради което компанията е обявена в ликвидация.

### Заводи в Унгария
- Будапеща – фабрика за светлинни източници;
- Гьор – проектиране и производство на „целеви“ машини;
- Надканижа – фабрика за светлинни източници и логистичен център;
- Кишварда – фабрика за халогенни и автомобилни лампи;
- Залаегерсег – фабрика за компоненти;
- Хайдубьосьормен – фабрика за компоненти.

## Галерия
- Унгарска реклама на крушка от Tungsram от 1906 г. Това е първата електрическа крушка, в която се използва нажежаема жичка, изработена от волфрам вместо от въглерод. Надписът гласи: телена лампа с изтеглена жичка – неразрушима
- Електрически крушки с нажежаема жичка с въглеродни нишки (вляво) и съвременната волфрамова крушка (вдясно) (не Tungsram)
- Радиопредавателна лампа Tungsram MR-X (1917)
- Прототип на лампа на радиопредавател Tungsram H2 (1916)
- Прожектор Tungsram за противовъздушна отбрана (1914)
- Прототип на телевизора Tungsram от 1937 г.
- Радиолампи Tungsram от 70-те години на XX век
- Радиолампа Tungsram
- Фабриката в Будапеща през 1920 г.
- Бившата централа на United Lightbulb and Electronic Ltd